# René Valenzuela
René Eduardo Valenzuela (20 april 1955) is een voormalig profvoetballer uit Chili, die gedurende zijn carrière speelde als centrale verdediger. Zijn bijnaam luidde "El Patrón".

## Clubcarrière
Valenzuela speelde het grootste gedeelte van zijn carrière in zijn vaderland Chili. Met Universidad Católica won hij tweemaal de Copa Chile (1983) en één landskampioenschap (1984).

## Interlandcarrière
Valenzuela speelde 46 officiële interlands voor Chili in de periode 1979-1988. Hij maakte zijn debuut op 18 juli 1979 in een vriendschappelijke interland tegen Uruguay (2-1 nederlaag), en nam met Chili onder meer deel aan de WK-eindronde in 1982, en twee edities van de Copa América: 1979 en 1983.

## Erelijst
Universidad Católica
- Primera División

1984
- Copa Chile

1983
- Copa República

1983